# Kool (cigarette)
Pour les articles homonymes, voir Kool.

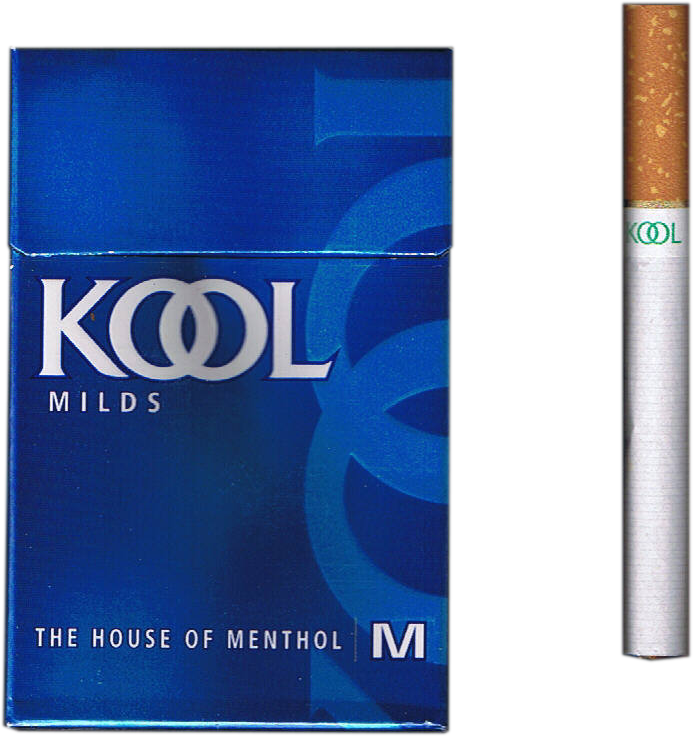
Un paquet de cigarettes Kool.

Kool est une marque de cigarettes mentholées introduite sur le marché en 1933,  propriété depuis 2015 d'ITG Brands (en), une filiale d'Imperial Tobacco.

## Histoire
Initialement présentées comme des cigarettes sans filtre « régulières » de taille courte, les versions filtre 85 mm king-size ont ensuite été ajoutées à la gamme. Les cigarettes à filtre ont gagné en popularité dans les années 1960. Depuis lors, Mild (saveur légèrement mentholée), Light (teneur en goudrons réduite), et les variétés de longueur 100 mm ont été introduites. Le menthol adoucit le goût du tabac et apaise la bouche, ce qui permet une inhalation plus douce. Les risques sanitaires du tabagisme sont tout aussi néfastes que ceux des cigarettes normales, voire pire, le fumeur inhalant plus fort la fumée dans un court laps de temps.

## Marketing
La publicité pour les cigarettes Kool a d'abord utilisé le personnage de « Willie » le manchot,, qui représente différentes professions, notamment un médecin, un soldat et un cuisinier. Au début des années 1960, l'image du manchot des cartoons est abandonnée, et Kool commence à commercialiser ses cigarettes en promouvant le goût frais du menthol, pour se rafraîchir, avec des scènes d'extérieur représentant de l'eau ou de la neige.
Kool, et d'autres marques de cigarettes mentholées, ont été critiqués pour leur importantes campagnes de marketing destinées à inciter davantage les Afro-Américains à fumer.
Newport est le numéro un des cigarettes mentholées aux États-Unis, depuis 2005, et le second le plus populaire est Kool. Les cigarettes mentholées sont particulièrement populaires dans la communauté afro-américaine, la même enquête de 2005 a montré que 79 % des ventes totales de cigarettes destinées aux Afro-Américains sont des cigarettes mentholées.
C’était également la marque de prédilection de la romancière Françoise Sagan.
Dans le film The Master de Paul Thomas Anderson (2012), Lancaster Dodd fume des Kools et dit aimer particulièrement celles mentholées.